# Revolución virtual
Revolución virtual es una serie documental de televisión británica originalmente nombrada como The virtual revolution, producida por la BBC y la Universidad Abierta del Reino Unido y presentada por la Dra Aleks Krotoski. La serie analiza las dos décadas de profundos cambios en la sociedad desde la invención de la World Wide Web sopesando sus grandes beneficios y las desventajas no previstas.
La serie cuenta con formato de documental compuesto por 4 episodios con una duración de una hora cada uno, donde se muestra como para bien o para mal Internet ha transformado la sociedad. Gracias a las redes informáticas se ha permitido el acceso sin limitaciones temporales y espaciales a todo el mundo, pero con la pérdida de la privacidad, identidad y en ocasiones la veracidad.

## Reparto
Los personajes participantes en la serie son:
| Nombre          | Descripción                                   |
| --------------- | --------------------------------------------- |
| Aleks Krotoski  | Presentadora                                  |
| Tim Berners-Lee | Inventor de la World Wide Web                 |
| Stephen Fry     | Comediante, actor, director y escritor        |
| Bill Gates      | Cofundador de Microsoft                       |
| Jeff Bezos      | Fundador y CEO de Amazon                      |
| Al Gore         | Exvicepresidente de Estados Unidos de América |
| Steve Wozniak   | Cofundador de Apple Computer                  |
| Mark Zuckerberg | Cofundador y CEO de Facebook                  |
| Biz Stone       | Cofundador y Director Creativo de Twitter     |
| Martha Lane Fox | Cofundadora de Lastminute.com                 |
| Chad Hurley     | Cofundador y ex-CEO de Youtube                |

## Episodios
A continuación se presentan las características de los cuatro episodios de la serie. 
| Episodio | Título en español (Doblaje para España) | Título original en inglés | Estreno en el Reino Unido | Director      | Resumen |
| -------- | --------------------------------------- | ------------------------- | ------------------------- | ------------- | --- |
| 1        | ¿Libertad en la red?                    | The Great Levelling?      | 30 de enero de 2010       | Philip Smith  | Se presenta quienes están detrás de las redes de información, su extraordinario auge de los blogs, Wikipedia y Youtube y si realmente son tan libres como, a priori, pueden parecer.       |
| 2        | ¿Enemigo del Estado?                    | Enemy of the State?       | 6 de febrero de 2010      | Francis Hanly | Presenta como la web está forzando a un nuevo tipo de políticas y se cuestiona si los ciudadanos son más vulnerables al control por parte del Estado como consecuencia de estas políticas. |
| 3        | El precio de lo gratuito                | The Cost of Free?         | 13 de febrero de 2010     | Dan Kendall   | Presenta como el comercio en línea ha colonizado la web y como la privacidad de los usuarios es comercializada en favor de intereses económicos de las grandes empresas de Internet.       |
| 4        | Homo interneticus                       | Homo Interneticus?        | 20 de febrero de 2010     | Molly Milton  | Presenta un análisis de como las redes sociales han cambiado la forma de las relaciones interpersonales incluso llegando a afectar el cerebro.                                             |

## Transmisiones
La serie fue transmitida en España por el canal de documentales ibérico Odisea en el mes de septiembre de 2010. En el año 2013 la serie fue transmitida en Italia por el canal público RAI 5 entre febrero y marzo.

## Premios
La serie ganó en el 2010 el premio a mejor programa digital de no ficción en los premios Emmy Digitales y el premio "Nuevos medios" en la entrega de los BAFTA para televisión de 2010.